# Hans Karl von Mangoldt-Reiboldt
Hans Karl von Mangoldt-Reiboldt (* 2. August 1896 in Dresden; † 2. Februar 1971 in Weilheim in Oberbayern) war ein deutscher Jurist, Bankier und Manager, der von 1948 bis 1951 die Bundesrepublik Deutschland als Botschafter bei der OEEC in Paris vertrat.

## Leben
Hans Karl von Mangoldt-Reiboldt war ein Sohn des sächsischen Hofmarschalls Erich von Mangoldt-Reiboldt und seiner Frau Adelheid geb. Freiin von Fritsch. Er besuchte die Prinzenschule des sächsischen Königshauses in Dresden und schlug nach der Reifeprüfung eine Militärlaufbahn als aktiver Offizier im Garde-Reiter-Regiment in Dresden ein, wo er zuletzt den Rang eines Leutnants erreichte.
Nach dem Ende des Ersten Weltkriegs begann er Anfang 1919 zunächst ein Studium der Rechtswissenschaft an der Universität Leipzig, nahm wenige Monate später jedoch die ihm vom Gesandten des Deutschen Reichs in Riga, von Erdmannsdorff, angebotene Stelle als Gesandtschaftssekretär an. Bei Ausbruch der Kämpfe mit den bolschewistischen Truppen floh er 1920 aus Riga und setzte sein Jura-Studium in Leipzig und Berlin fort. Bereits 1921 legte er das juristische Staatsexamen ab und promovierte zum Doktor der Rechte.
Nach dem Studium wurde er bei einer kleineren Privatbank in Berlin angestellt, an der er sich in Folge auch beteiligte. Anfang 1926 trat von Mangoldt-Reiboldt beim Berliner Bankhaus Hardy & Co. GmbH ein, für das er eine bayerische Niederlassung in München aufbaute.

## Heirat mit Ursula Andreae
1927 heiratete er Ursula Andreae (1904–1987), eine Tochter des Hardy-Inhabers Fritz Andreae (1873–1950) und seiner Frau Edith geb. Rathenau (1883–1952).
In einem Zeitungsartikel von Mangoldts 70. Geburtstag heißt es: „Im Jahre 1927 heiratete Mangoldt Ursula Andreae, eine Nichte des früheren Reichsaußenministers Walther Rathenau, der er auch durch die politischen Fähnisse des Dritten Reiches getreulich zur Seite stand. In einem ihrer Bücher werden die Erinnerungen an das Berlin der zwanziger Jahre lebendig, die Begegnungen in ihrem Elternhaus, das ein Mittelpunkt des gesellschaftlichen Lebens in der Hauptstadt war: so mit Thomas Mann, Gerhart Hauptmann, André Gide, Fritz von Unruh, Wilhelm Furtwängler, Olaf Gulbransson, Lovis Korinth, Albert Einstein, Reichspräsident Ebert, General von Schleicher, Fritzi Massary, Rainer Maria Rilke. Sicherlich haben die Urbanität und Internationalität des Andreae-Rathenauschen Hauses ihre Resonanz gefunden im Geist der Mangoldt-Andreaeschen Gemeinsamkeit.“
Er etablierte sich durch diese Heirat in der Elite des deutschen Wirtschaftslebens und wurde Teil der nationalen und internationalen Netzwerke des Bankhauses Hardy & Co. und der Familie Rathenau.

## Einer der „Weisen“ der Wirtschaft
Die Münchner Hardy-Filiale wurde als Kommanditgesellschaft unter Beteiligung des Barmer Bankvereins als Kommanditist geführt. Von Mangoldt-Reiboldt wurde Teilhaber dieser Bank und lebte in München und auf seinem Gut bei Weilheim in Oberbayern. Die Bank wurde 1933 durch die Dresdner Bank AG „arisiert“.
Von Mangoldt-Reiboldt kehrte zurück nach Berlin, wo er während der Zeit des Dritten Reichs als Direktor die Geschäfte des Bankhauses Hardy & Co. GmbH führte.
Nach dem Krieg, 1945 bis 1946 war er von der US-amerikanischen Militärregierung als Treuhänder für die Ablieferung der demontierten Maschinen und Einrichtungen der BMW AG eingesetzt. Ab 1948 war Hans Karl von Mangoldt-Reiboldt Aufsichtsratsvorsitzender von BMW. Von 1947 bis 1950 war von Mangoldt-Reiboldt als Vertreter der gewerblichen Wirtschaft Mitglied des Verwaltungsrates der Landeszentralbank von Bayern in München. Aufgrund der Dezentralisierung der Großbanken in Deutschland nach dem Zweiten Weltkrieg am 1. April 1948 wurden die bayerischen Niederlassungen der Deutsche Bank AG in der Bayerischen Creditbank restituiert, deren Verwalter Hans Karl von Mangoldt-Reiboldt bis 1952 war. Nach der Rezentralisierung war er von 1952 bis 1971 Aufsichtsratsmitglied der Deutsche Bank AG –„Altbank“ in Berlin und von 1956 bis 1957 Aufsichtsratsmitglied der Süddeutsche Bank AG.
Von 1948 bis 1951 war er Botschafter und Ständiger Vertreter der Bundesrepublik Deutschland bei der Organisation für europäische wirtschaftliche Zusammenarbeit (OEEC) in Paris. Von 1952 bis 1962 amtierte er als Deutscher Vizegouverneur beim Internationalen Währungsfonds (IWF), von 1958 bis 1964 als Vizepräsident der Europäischen Investitionsbank (EIB) und von 1963 bis 1967 als Präsident des OECD-Konsortiums für die Entwicklung der Türkei.

## Auszeichnungen
- Großes Verdienstkreuz mit Stern (1954)
- Commandeur de la Légion d’Honneur (C. LH) (1957), als erster Deutscher nach 1945
- Der Titel eines Großoffiziers der Belgischen Krone